# 도동 분기점
도동 분기점(道洞分岐點, Dodong Junction, 도동JC)은 대구광역시 동구 도동에 설치된 경부고속도로와 새만금포항고속도로, 그리고 중앙고속도로가 만나는 분기점이다.

## 연혁
- 1999년 4월 6일 : 분기점 신설을 위해 대구광역시 도시계획시설 교통광장에 도동 분기점을 고시[1]
- 2004년 8월 17일 : 2005년 12월까지 분기점에 진·출입로 추가 설치 공사를 위해 대구광역시 동구 도동 560m 구간 도로구역 변경[2]
- 2004년 12월 7일 : 익산포항고속도로 도동 ~ 포항 구간 개통과 함께 영업 개시[3]

## 접속하는 노선

### 부산・서울・춘천방면
- 경부고속도로 (14번), 중앙고속도로 (12번) (중첩구간)

### 대구・포항방면
- 새만금포항고속도로 (21번)